# 鈴木慶
鈴木 慶（すずき けい、1959年11月23日 - ）は日本の実業家。ソフマップ創業者。

## 来歴

### 生い立ち
東京都府中市出身で、実家は旅行会社を経営していた。幼少期に埼玉県に引っ越し、埼玉県立菖蒲高等学校を卒業後、家業以外の旅行会社で社員となる。営業の他に旅行計画の作成から添乗員までこなしたが、努力しても大学卒業後に入社する社員より待遇が低いことを不満に思い、起業を決意する。幾つかの副業などを通じて起業の可能性を探ったが、当初は全く上手くいかなかったという。
1980年、高校時代の同級生と100万円の開業資金を集め、当時流行していたレンタルレコード店を開業して成功するが、共同経営者との相違から、新たな業種で再出発を検討する。

### ソフマップ創業
1982年、孫正義や西和彦に関する記事を読んでパソコン関連企業の設立を想起し、パソコンソフトのレンタル事業を行う有限会社ソフマップを創業する。マンションの一室で運営したために客足が優れず、広告の出稿費用に貧する苦しい経営を強いられた。レンタル事業の著作権問題について新聞から取材を受け、記事を契機に知名度が上がり顧客が殺到したが、著作権上の問題がクローズアップされて競合店も続出し、業種転換を考えて1984年にパソコン本体の買取と販売業に転身した。翌年に有限会社から株式会社に組織変更した。
本拠地とした秋葉原の裏通りに林立する現金問屋から商品を仕入れ、小企業ながら豊富に商品を揃え、商品展示を行わず「箱売り」で廉価販売、などの販売手法と、大阪の日本橋にも進出するなど積極的な店舗展開を経て、創業から10年間で年商が1000億円になる。以後、東京・大阪などの大都市圏以外にも郊外店舗の建設を進め、総合商社の丸紅が資本参加した。1999年にITバブルの影響で過去最高の増収増益を記録し、株式上場を計画した。
2000年、社長を兼任していた情報技術企業のドリームテクノロジーズの経営に専念する、として18年間務めたソフマップ代表取締役社長を退任した。

### 退任後
2001年、ドリームテクノロジーズをソフマップと同じく株式上場させるなど積極的な経営を進めていたが、自身が技術者ではない事から経営に限界を感じ、2003年に同社社長から退任した。インターネットやパソコン関連企業から離れてタピオカドリンクの販売業や屋内遊園地などに進出したが、業績を上げる事業に成長せず買取と販売業で再起し、以前から経営するカメラ販売会社マップカメラなどを統合してシュッピン株式会社を設立した。カメラ、筆記具、時計、ロードバイクの4種類に絞った販売業を展開し、2012年にマザーズへ株式上場し、2015年12月に東証1部へ変更した。同社の株式上場により、ソフマップ（現在はビックカメラ子会社として未上場）、ドリームテクノロジーズ、シュッピン、3企業の上場に関与した。